# Ataxia yucatana
Ataxia yucatana är en skalbaggsart som beskrevs av Stefan von Breuning 1940. Ataxia yucatana ingår i släktet Ataxia och familjen långhorningar. Inga underarter finns listade.